# Wahlkreis Rheintal
Wahlkreis Rheintal är en av de åtta valkretsarna i kantonen Sankt Gallen i Schweiz. Valkretsarna i Sankt Gallen har ingen administrativ funktion, men används för statistiska ändamål. De kan jämföras med distrikten i andra schweiziska kantoner.

## Indelning
Valkretsen består av 13 kommuner:
| Vapen          | Kommun           | Invånare 2023-12-31 | Yta i km² |
| -------------- | ---------------- | ------------------- | --------- |
| Altstätten     | Altstätten       | 12 456              | 39,11     |
| Au             | Au               | 8 481               | 4,69      |
| Balgach        | Balgach          | 5 139               | 6,52      |
| Berneck        | Berneck          | 3 989               | 5,63      |
| Diepoldsau     | Diepoldsau       | 6 928               | 11,23     |
| Eichberg       | Eichberg         | 1 571               | 5,43      |
| Marbach        | Marbach          | 2 118               | 4,42      |
| Oberriet       | Oberriet         | 9 291               | 34,51     |
| Rebstein       | Rebstein         | 5 051               | 4,26      |
| Rheineck       | Rheineck         | 3 516               | 2,18      |
| Rüthi          | Rüthi            | 2 542               | 9,34      |
| St. Margrethen | Sankt Margrethen | 6 558               | 6,85      |
| Widnau         | Widnau           | 10 337              | 4,20      |

Samtliga kommuner i distriktet är tyskspråkiga.